# Lysiosepalum aromaticum
Lysiosepalum aromaticum är en malvaväxtart som beskrevs av C.F.Wilkins. Lysiosepalum aromaticum ingår i släktet Lysiosepalum och familjen malvaväxter. Inga underarter finns listade i Catalogue of Life.